# Crominancia
La crominancia es la señal que en los sistemas de vídeo transporta la información de color de la imagen, separadamente de la señal luma o señal {\displaystyle \scriptstyle Y}. La crominancia es generalmente representada por dos componentes de diferencia de color, {\displaystyle \scriptstyle B-{Y}'} (azul − luma) y {\displaystyle \scriptstyle R-{Y}'}  (rojo − luma). Cada una de estas señales puede tener factores de escala (amplitud) o corrimientos (desfase), como se especifica en las normas de video aplicables.
La crominancia, en el video compuesto es representada por la modulación de una señal subportadora de color por parte de los componentes  {\displaystyle \scriptstyle U} y {\displaystyle \scriptstyle V}. La fase y amplitud de esta señal corresponden, de manera aproximada, la saturación, que es la amplitud y el Matiz (color) que es la fase o la longitud de onda del color. En los espacios de color de la fotografía y el video digital, como Y'CbCr los componentes de luma y crominancia son valores de muestras digitales.
La separación de las señales de color RGB en luma y crominancia permite que el ancho de banda de cada señal, sea determinado por separado. Generalmente, es disminuido el ancho de banda de la crominancia, en el video compuesto analógico, reduciendo el ancho de banda de la subportadora de color y en sistemas digitales, mediante el submuestreo de croma.
Para ver y medir la señal de crominancia se utiliza el vectorscopio.

## Historia
La idea de transmitir una señal de televisión en color con componentes de luma y crominancia diferenciados fue creada por el ingeniero francés Georges Valensi quien la patentó en su país en 1942 y luego en 1949 en Estados Unidos. En su solicitud de patente, Valensi estableció lo siguiente: 

El uso de dos señales distintas que utilizan las dos bandas laterales de la modulación de la misma onda portadora y que transportan respectivamente, una de ellas las señales de brillo y de sincronización, y la otra el color ... tiene la ventaja de permitir la utilización tanto de receptores normales capaces de dar sólo las imágenes en blanco y negro, o de los receptores más caros capaces de dar las imágenes en color de aspecto más agradable.
Georges Valensi

Los esquemas anteriores para los sistemas de televisión en color, que eran incompatibles con los receptores monocromáticos existentes, transmitían señales RGB de diversas maneras.

## Estándares de televisión
La imagen de televisión en color, contiene componentes de tres colores básicos independientes que son rojo, verde y azul. La imagen se descompone mediante unos filtros dicroicos en sus 3 componentes de color y cada una de ellos es enviado a un dispositivo de carga acoplada. Estas tres señales de color se transforman en las señales de luma y en dos señales de diferencia de color con un ancho de banda menor al de la señal de luma, debido a que el ojo humano tiene una respuesta mucho más pobre para el color que para la luz. En la televisión analógica, la crominancia se codifica en una señal de vídeo usando una frecuencia subportadora. Dependiendo del estándar de vídeo, la subportadora puede ser modulada por modulación de amplitud en cuadratura (estándares NTSC y PAL) o modulación en frecuencia (estándar SECAM).
En el sistema PAL, la subportadora de color está 4,43361875 MHz por encima de la portadora de video, mientras que en el sistema NTSC se halla 3,579545 MHz por encima de esa portadora. Los estándares NTSC y PAL son las más utilizados, aunque existen otros estándares de vídeo, derivados de los anteriores, que emplean diferentes frecuencias subportadoras. Por ejemplo, la norma PAL-M, exclusivamente usada en Brasil, utiliza una subportadora de 3,58 MHz, y SECAM utiliza dos frecuencias diferentes de 4,250 MHz y 4,40625 MHz por encima de la portadora de video.
La presencia de crominancia en una señal de vídeo se indica por una señal de salva de color transmitida en el pórtico posterior, justo después de la señal de sincronización horizontal y antes de cada línea de inicio de vídeo. Si la señal de salva de color fuese visible en una pantalla de televisión, aparecería como una franja vertical de color oliva muy oscuro. En NTSC y PAL, el tono del color está representado por un desplazamiento de fase de la señal de crominancia con respecto a la ráfaga de color, mientras que la saturación se determina por la amplitud de la subportadora. En SECAM las señales de diferencia de color se transmiten alternativamente y la fase no importa.
La crominancia está representada en el plano de color YUV en las señales de vídeo de los estándares PAL y SECAM, y por el plano de color YIQ en NTSC.

## Sistemas digitales
Los sistemas digitales de vídeo y fotografía a veces usan una descomposición luma-crominancia para una mejor compresión. Por ejemplo, cuando una imagen digital común RGB se comprime mediante la norma JPEG, el espacio de color RGB se convierte primero, mediante una matriz de rotación, en un espacio de color YCbCr, debido a que los tres componentes en el espacio tienen menos redundancia de correlación y porque los componentes de crominancia pueden luego ser submuestreados en un factor de 2 o 4 para comprimir aún más la imagen. En la descompresión, el espacio Y'CbCr se reconvierte a RGB.